# Юань Хаовень
Юань Хаовень (*元好问, 1190 — 12 жовтня 1257) — китайський поет часів династії Цзінь.

## Життєпис
Походив з м. Сіньчжоу (сучасна провінція Шаньсі). Його батьки були за походженням з племені тоба. Освіті та розширенню світогляду Юаня сприяв його дядько, з яким вони з 1195 року деякий час подорожували. У 1208 році повертається додому, де одружується, а незабаром переїздить до м. Лінчуань. У 1211 році Хаовень поступає на державну службу.
У 1214—1216 роках бере участь у захисті міст від монгольської навали уздовж ріки Хуанхе. Того ж робить спробу скласти державний іспит на вчене звання, проте невдало. У 1218 році переїздить до м. Сунчань. Знову отримує посади при центральному уряді Цзінь, намагається боротися з корупцією. Втім, внаслідок інтриг у 1221 році його понижують на посаді. У 1227 році внаслідок смерті матері йде у відставку. Повертається до справ у 1231 році. У 1233 році після падіння м. Кайфена потрапляє у полон. Через деякий час здобуває свободу.
У 1235—1239 роках мешкає у м. Ляочен (сучасна провінція Шаньдун). У 1240 році повертається до рідного м. Сіньчжоу. Згодом деякий час мандрує. Помер у 1257 році в містечку Хуолу (сучасна провінція Хебей). Його поховано в м. Сіньчжоу.

## Творчість
Став складати вірші ще замолоду. Найбільш розквіт його творчості припав на 1230—1240-ві роки. Працював у жанрах «ци» та «саньцу». Серед відомих є «Збірка Цзунчжоу», а також доволі ліричний вірш «Розмірковуючи щодо поезії».